# Tervonsaari (ö i Norra Savolax, Kuopio, lat 62,95, long 27,64)
Tervonsaari är en ö i Finland. Den ligger i sjön Kallavesi (norra delen) och i kommunen Kuopio i den ekonomiska regionen  Kuopio ekonomiska region  och landskapet Norra Savolax, i den centrala delen av landet, 300 km norr om huvudstaden Helsingfors. Öns area är 7,9 hektar och dess största längd är 450 meter i nord-sydlig riktning.